# William Howe
William Howe, 5º Vizconde de Howe (10 de agosto de 1729 - 12 de julio de 1814), fue un general británico, comandante en jefe de las tropas reales de Gran Bretaña durante la guerra de Independencia de los Estados Unidos. Fue nombrado caballero tras sus éxitos en 1775, y asumió el título de Quinto Vizconde Howe en 1799, tras la muerte de su hermano Richard.
Gozó de una gran reputación como militar gracias a sus victorias en Bunker Hill y la toma de Nueva York y Filadelfia.

## Infancia y carrera
William nació en Inglaterra, el tercer hijo de Emanuel Howe, II Vizconde Howe y Charlotte, hija de Sophia von Kielmansegg, condesa de Leinster y Darlington, e hija ilegítima del Rey Jorge I. Si bien este parentesco con la familia real pudo haber mejorado las carreras de tres hijos, los tres eran oficiales muy capaces. 
El hermano mayor de Guillermo era el general George Howe, que fue asesinado en la batalla de Ticonderoga en 1758. Su siguiente hermano era el Almirante Richard Howe, que se unió a William durante la guerra de Independencia de los Estados Unidos.
Entró en el ejército a los diecisiete años como corneta en regimiento de dragones del Duque de Cumberland en 1746.
Al año siguiente, luchaba como Teniente en Flandes durante la guerra de sucesión austriaca. Después de esta guerra, se unióal 20.º Regimiento de Pie donde se hizo amigo de James Wolfe.
Durante la guerra de los Siete Años, Howe prestó sus servicios en a América. William mandó un regimiento en Louisbourg dirigiendo un desembarco anfibio bajo fuego enemigo, lo que permitió establecer una posición ventajosa en la batalla y le valió a Howe los elogios de su comandante.
Howe mandó un batallón de infantería ligera bajo James Wolfe en la Batalla de Quebec el 13 de septiembre de 1759 y consiguió remontar el río San Lorenzo antes de la batalla de las Llanuras de Abraham. Pasó el invierno en Quebec y participó en la batalla de Sainte-Foy en abril de 1760, participando junto a Jeffrey Amherst en la toma de Montreal antes de volver a Inglaterra. A su regreso a Europa, intervino en la toma de Belle-Île-en-mer en la costa francesa y fue General-Adjunto durante la capturó La Habana en 1762.
En 1758, Howe fue elegido Miembro del parlamento por Nottingham. Esto no era inusual, cuando la elección de 1761 envió a más de 60 oficiales de ejército a la Cámara de los Comunes británica. Su postura era generalmente comprensiva con las colonias americanas. 
Se opuso a las conocidas como Leyes intolerables aprobadas para las Trece Colonias y en 1774, aseguró a sus representantes que se negaría a servir contra los americanos. Pero cuando fue llamado por Jorge III en 1775, navegó a América para intervenir en la contienda.

## Guerra de Independencia de los Estados Unidos
El general al mando William Howe llegó a Boston, el 15 de mayo, al frente de un ejército de 4.000 hombres enviados para apoyar al General Thomas Gage, que se hallaba sitiado en la ciudad. El plan de Howe era capturar un terreno elevado en torno a Boston desde donde atacar a los sitiadores, pero los americanos se dieron cuenta de la jugada y fortificaron la península de Charlestown, obligando a los británicos a replantear su estrategia.

### Bunker Hill
Howe planeó romper el cerco con un el asalto directo de las tropas británicas y Thomas Gage le concedió la dirección de las operaciones. Durante el asalto, el 17 de junio de 1775, Howe dirigió personalmente el ala derecha del ataque. Las dos primeras cargas fueron rechazadas por los defensores, pero la tercera carga consiguió su objetivo. No obstante el éxito, el coste en bajas de la acción fue muy elevado, lo que afectaría profundamente a Howe.
En octubre de 1775, él General Thomas Gage partió hacia Londres y Howe le sustituyó como  Comandante en jefe del Ejército británico en América. En  abril de 1776, los ejércitos de Canadá fueran colocadas bajo Guy Carleton, que derrotó a George Washington en la Batalla de Long Island en el verano 1776.
Tras la ocupación de Boston, el alto mando británico en Inglaterra tomó la decisión de reforzar la presencia militar en América y, a instancias de Howe, se decidió abandonar Boston como centro de operaciones y establecer bases en Nueva York, Newport y Rhode Island en un intento de que la rebelión no se extendiera más allá de Nueva Inglaterra. Sin embargo, cuando estas órdenes llegaron a Howe en noviembre, este decidió invernar en Boston e iniciar la campaña al año siguiente, lo que aprovecharon los continentales del coronel Henry Knox para transportar artillería pesada desde Ticonderoga. Washington usó esta artillería para fortificar Dorchester Heights, controlando la ciudad y el puerto. Finalmente, en marzo de 1776, Howe ordenó evacuar Boston ante la imposibilidad de romper definitivamente el sitio, y embarcaron hacia Halifax, Nueva Escocia.

### La campaña de Nueva York
Howe y sus tropas comenzaron a llegar a Nueva York a principios de julio, procediendo a desembarcar en Staten Island sin incidentes. Las órdenes recibidas por Howe de Lord Germain eran evitar enfrentamientos hasta la llegada de refuerzos, que deberían recibirse a mediados de agosto. Este retraso acabaría siendo muy costoso, ya que permitió a los Continentales mejorar sus fortificaciones y reclutar más efectivos. Una vez recibidos los refuerzos, Howe se dirigió a Long Island, desde donde atacó a las posiciones continentales. En una operación bien planteada, Clinton y Howe rodearon el ala izquierda de los americanos y los empujaron hacia Brooklyn Heights. Pese a la insistencia de los otros generales en proseguir el hostigamiento, Howe decidió detener las operaciones, lo que permitió a las tropas de Washtington una retirada estratégica cruzando el East River, ayudado por espesa niebla de la mañana.
De haber atacado Brooklyn Heights, Howe hubiera podido capturar a la mitad del ejército estadounidense, apresando al propio Washington, lo que hubiera dado un vuelco significativo al curso de la guerra. Se considera generalmente que aquí se perdió una gran ocasión para dar por concluida la guerra. No obstante, Howe fue ordenado caballero por esta victoria.
William Howe y su hermano Richard habían recibido poderes limitados del gobierno británico para negociar con los rebeldes y, tras la victoria de Long Island, iniciaron negociaciones mediante el envío del general americano John Sullivan, que había sido capturado, a Filadelfia con una propuesta de paz, que se traduciría en la Conferencia de paz de Staten Island. No obstante, estas negociaciones no fructificaron y el 15 de septiembre Howe desembarcó en Manhattan y ocupó Nueva York. Sin embargo, al día siguiente se encontró con que los americanos bloqueaban su paso hacia el norte, apostados en las colinas de Harlem. Howe decidió entonces consolidar su posición a la espera de refuerzos y permaneció en Nueva York durante casi un mes. Durante ese tiempo, ordenó la ejecución de Nathan Hale por espionaje y se vio obligado a enfrentarse al Gran Incendio del 76. Intentó desembarcar en tierra firme en Throgs Neck, para rodear las posiciones de Washington en Harlem, pero fue rechazado y tuvo que retirarse. Finalmente, consiguió pasar por Pell's Point, pero Washington le esquivó nuevamente retirándose a White Plains, donde ambos ejércitos se enfrentaron el 28 de octubre. Esto obligó a los continentales a Nueva York, permitiendo a Howe consolidar el dominio británico. Posteriormente, volvió a derrotar a los rebeldes en noviembre, en la Fort Washington, tomando varios miles de prisioneros.
Tras su derrota, Washington se retiró a través de Nueva Jersey, perseguido por las tropas de Cornwallis. Howe comenzó a preparar la ocupación de Newport con la oposición de los Generales Clinton y Percy, que eran partidarios de perseguir a Washington o intentar capturar Filadelfia. A principios de diciembre, Howe se retiró a Nueva York, dando la campaña por finalizada. Cuando Washington atacó los cuarteles hessianos de Trenton el 26 de diciembre, Howe envió a Cornwallis a Nueva Jersey para organizar la persecución de Washington. Los continentales lograron una segunda victoria en Trenton y una tercera en Princeton. Howe concentró entonces a su ejército en las cercanías de Nueva York para pasar el invierno.

### La campaña de Filadelfia
El 30 de noviembre de 1776, Howe había escrito a George Germain, ministro de Asuntos Exteriores para América, acerca de los planes de la próxima campaña. Howe proponía el envío de un ejército de 10 000 hombres remontando el Río Hudson para capturar Albany, en conjunción con un ejército que bajaría desde Quebec. Con posterioridad modificó estos planes con el propósito de recuperar el control del Hudson y lanzar una expedición contra Filadelfia, sede del Congreso Continental. Germain, aunque consideraba el plan de Howe como un plan bien concebido, no disponía de tantos hombres como solicitaba Howe.
La decisión de Howe de realizar una expedición directa contra Filadelfia pudiera deberse a su competición particular con el general John Burgoyne, al que se le había encomendado el mando del ejército que, desde el norte, debería marchar sobre Albany, pese a que Howe había presionado en favor de Clinton.
Al inicio de la campaña, en el mes de mayo de 1777, Washington desplazó el grueso de sus tropas desde sus cuarteles de invierno en Morriston, New Jersey, hacia los Montes Watchung. En junio, Howe movilizó a sus tropas en Nueva Jersey, con la intención de forzar a Washington a mover sus tropas a terreno abierto y así obligar a los Continentales a entablar batalla campal. Sin embargo, Washington decidió no seguirle el juego a los ingleses, y Howe acabó retirándose a Perth Amboy.
Ante este movimiento, Washington, asumiendo que los británicos se disponían a embarcar, se desplazó a un emplazamiento más abierto. Howe lanzó entonces un ataque sorpresa para cortar la retirada continental, encontrándose ambos ejércitos en la Batalla de Short Hills; esto permitió a Washington escapar y retirarse a un lugar más protegido. Howe embarcó entonces a sus tropas y navegó hacia el sur. En el máximo secreto, desembarcó en Head of Elk, Maryland, al sudoeste de Filadelfia, a finales del mes de agosto. El 11 de septiembre los continentales y los británicos se encontraron en Chadd's Ford, en la batalla de Brandywine; en una repetición de anteriores encuentros, los británicos rodearon a los americanos y les obligaron a retirarse, infligiéndoles pérdidas severas. Dos semanas después, el 26 de septiembre, Howe entraba triunfante en la ciudad. No obstante, la recepción fue mucho más fría de lo esperada y los saqueos de las tropas inglesas (que Howe trató de detener) debilitaron aún más el apoyo popular.
El 4 de octubre, las tropas de Washington lanzaron un ataque contra la guarnición inglesa acantonada en Germantown, que fue rechazado a última hora gracias a los refuerzos enviados desde Filadelfia. Howe retiró sus tropas a posiciones más cercanas a la ciudad, donde también eran necesarias para desmontar las defensas americanas del río Delaware, que impedían el reabastecimiento por mar.

### Consecuencias de la campaña de Filadelfia
Coincidiendo con la Campaña de Filadelfia, el General John Burgoyne había dirigido una expedición para capturar Albany partiendo de Montreal y esperando encontrarse con las tropas de Howe, según los planes establecidos a principios de año. Sin embargo, Howe no apareció, inmerso como estaba en la campaña de Filadelfia y, aparentemente, nadie comunicó esta información a Burgoyne, pese a que era conocida por el alto mando británico.
Burgoyne se encontró sólo frente a los continentales y fue derrotado en Saratoga, cerca de Nueva York. Esta derrota, unida a la agónica victoria de Howe en Germantown marcó un punto de inflexión en el desarrollo de la guerra, con la entrada de Francia del lado de los rebeldes americanos. Del mismo modo, la posición del gobierno británico de Lord North quedó muy debilitada tras la derrota.
En octubre de 1777, Howe presentó su dimisión a Londres, que fue finalmente aceptada en abril del año siguiente. Durante la fiesta de despedida, un grupo de continentales liderados por el Marqués de La Fayette fueron enviados con el fin de espiar los movimientos británicos. Tras ser descubiertos tuvo lugar una pequeña escaramuza que se saldó sin apenas bajas por parte de ambos bandos.
Finalmente, el 24 de mayo se produjo la partida de Howe, relevándole en el cargo de Comandante en Jefe de Norteamérica el general Henry Clinton. Howe y su hermano Richard fueron muy criticados por su actuación durante la Guerra, llegando a solicitar una investigación oficial para limpiar su nombre.

## Trayectoria posterior
En 1780, Howe perdió su asiento en la Cámara de los Comunes. En 1782 fue nombrado Teniente General de la Ordenanza y pasó a formar parte del Consejo Privado. Volvió brevemente al servicio activo en 1789 durante la crisis de Nootka y en 1793 tomó parte en las guerras revolucionarias francesas hasta 1795, año en que fue nombrado gobernador de Berwick-on-Tweed.
A la muerte de su hermano Richard en 1799 heredó los títulos de Vizconde Howe y Barón Clenawly. En 1803 renunció a su título de Teniente de la Ordenanza y en 1805 fue nombrado gobernador de Plymouth. Falleció en Twickenham en 1814. Al morir sin descendencia, sus títulos desaparecieron con él.
- Datos: Q333422
- Multimedia: William Howe, 5th Viscount Howe / Q333422